# لقب الشرف

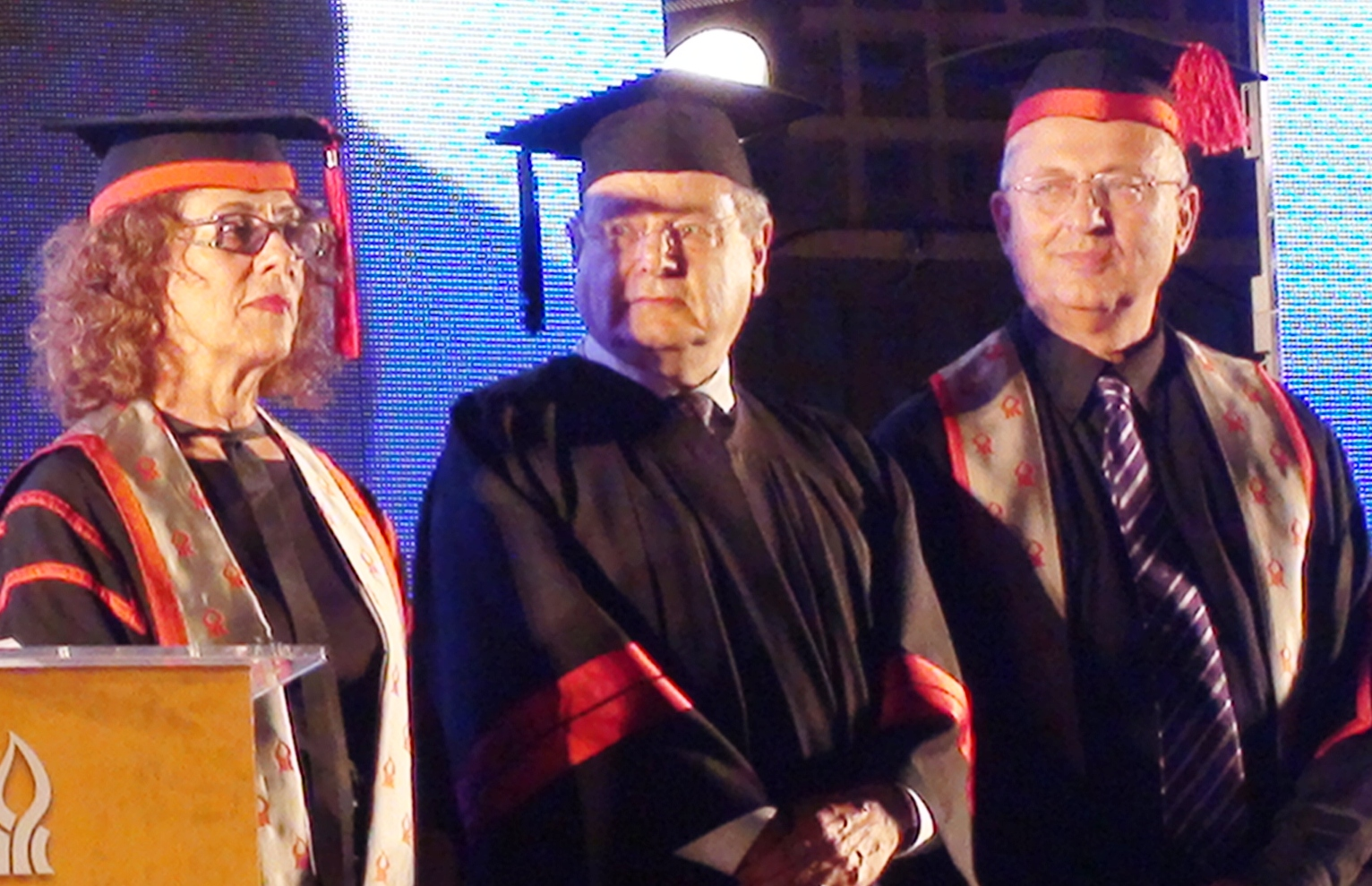

لقب الشرف أو لقب التشريف هو عنوان يتم منحه للأفراد أو المنظمات كجائزة تقديراً لمزاياها.
في بعض الأحيان يحمل اللقب نفس الأسم أو الاسم نفسه تقريباً مثل عنوان السلطة (Title of authority)، ولكن الشخص الذي تم منحه لا يتعين عليه القيام بأي واجبات، ربما باستثناء الواجبات الاحتفالية. في بعض الحالات، يتم منح العنوان بعد وفاته.

## روابط خارجية
- Fake titles